# Antaxius spinibrachius
Antaxius spinibrachius är en insektsart som först beskrevs av Fischer 1853.  Antaxius spinibrachius ingår i släktet Antaxius och familjen vårtbitare. Inga underarter finns listade i Catalogue of Life.